# Groß Rheide
Groß Rheide település Németországban, Schleswig-Holstein tartományban. Lakosainak száma 909 fő (2023. december 31.).

## Népesség
A település népességének változása:
| Lakosok száma | 658  | 867  | 866  | 933  | 923  | 909  |
|               | 1975 | 2017 | 2019 | 2021 | 2022 | 2023 |